# 孔伯孫
孔伯孙，又作孔伯逊，北魏官员，邺城（今河北省临漳县邺城镇）人。
他是孔昭之子，孔伯恭之弟。开始担任中书博士，承袭父鲁郡公之爵。官至镇东将军、东莱镇将，转任本将军、东徐州刺史。因事免官，在家中去世。